# 富尔西尼
富尔西尼（法語：Fourcigny，法語發音：[fuʁsiɲi]）是法国上法蘭西大區索姆省的一个市镇，属于亚眠区。

## 地理
富尔西尼（49°45'34"N, 1°49'32"E）面积4.55 平方千米，位于法国上法蘭西大區索姆省，该省份为法国北部沿海省份，北起加来海峡省和北部省，西接滨海塞纳省和大西洋英吉利海峡，南至瓦兹省，东临埃纳省。
与富尔西尼接壤的市镇（或旧市镇、城区）包括：埃斯克勒圣皮埃尔、富尤瓦、埃斯康、马尔莱尔、莫维莱尔圣萨蒂南。

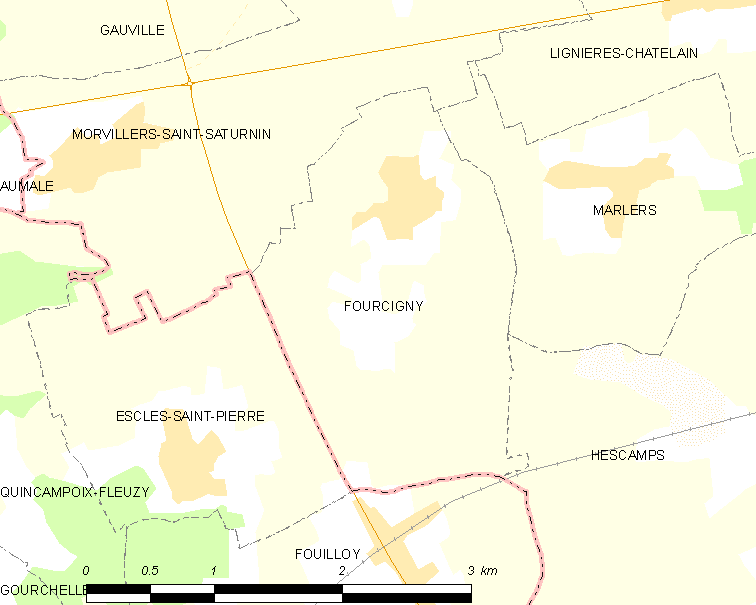
富尔西尼的OSM定位图

富尔西尼的时区为UTC+01:00、UTC+02:00（夏令时）。

## 行政
富尔西尼的邮政编码为80290，INSEE市镇编码为80340。

## 政治
富尔西尼所属的省级选区为皮卡第地区普瓦县。

## 人口

1962-2008年间富尔西尼人口变化图示

富尔西尼于2022年1月1日时的人口数量为191人。